# Billy Talent III
Billy Talent III es el tercer álbum de estudio de la banda canadiense de punk rock Billy Talent, publicado el 10 de julio de 2009 en Europa, 13 de julio en el Reino Unido, 14 de julio en Canadá y 22 de septiembre en los Estados Unidos. El álbum debutó en el número 1 en la Canadian Albums Chart, vendiendo más de 40.000 copias en su primera semana.

## Lanzamiento
Una versión demo de una de las canciones del álbum, "Turn Your Back", fue lanzada como sencillo en septiembre de 2008 junto con los miembros de la banda Anti-Flag, a pesar de que el primer sencillo legítimo producido por Billy Talent III es "Rusted from the Rain", que se estrenó el 17 de mayo de 2009 en la conocida emisora de radio australiana Triple J. La versión álbum de "Turn Your Back" no incluye las letras de Anti-Flag, como sí lo hace la versión sencillo.
El segundo sencillo del álbum, "Devil on My Shoulder", fue lanzado el 26 de agosto de 2009. Fue interpretado por primera vez en público el 21 de febrero de 2009 en el festival de música australiano Soundwave.
Una página web promocional ubicada en billytalent3.com fue lanzada para mostrar el making-of del álbum. Parte de la promoción también incluyó Billy Talent Widget, que permitió a los oyentes convertirse en "Ultimate Billy Talent Fan" (Fan Definitivo de Billy Talent). El widget recompensó a los fanes con canciones exclusivas, vídeos, fotos y entrevistas según estos subían de nivel.
El 8 de junio de 2009, la banda anunció en su página web el lanzamiento de una edición deluxe especial del álbum, titulada Billy Talent III: Guitar Villain Edition. La edición especial incluye un segundo disco del álbum con las pistas de guitarra eliminadas para que los fanes pudieran tocarlas. Esta edición incluye también 4 canciones demo adicionales, así como acordes del álbum entero transcritos en dos pósteres de tamaño estándar.
La banda se embarcó en un tour de promoción el 21 de febrero de 2009, empezando con una primera manga en Australia.
En abril de 2010, el álbum ganó el premio a Mejor Álbum de Rock del Año en los Juno Awards.

## Lista de canciones
| N.º | Título                   | Duración |  |
| 1.  | «Devil on My Shoulder»   | 3:49     |  |
| 2.  | «Rusted from the Rain»   | 4:13     |  |
| 3.  | «Saint Veronika»         | 4:09     |  |
| 4.  | «Tears into Wine»        | 4:12     |  |
| 5.  | «White Sparrows»         | 3:14     |  |
| 6.  | «Pocketful of Dreams»    | 3:21     |  |
| 7.  | «The Dead Can't Testify» | 4:27     |  |
| 8.  | «Diamond on a Landmine»  | 4:30     |  |
| 9.  | «Turn Your Back»         | 3:22     |  |
| 10. | «Sudden Movements»       | 3:39     |  |
| 11. | «Definition of Destiny»  | 4:03     |  |

| Bonus tracks de iTunes |                                |          |  |
| N.º                    | Título                         | Duración |  |
| 12.                    | «Bloody Nails + Broken Hearts» | 3:37     |  |
| 13.                    | «Devil on My Shoulder» (Demo)  | 4:07     |  |
| 14.                    | «Rusted from the Rain» (Vídeo) | 4:14     |  |

| Bonus tracks de la versión alemana |                                                     |          |  |
| N.º                                | Título                                              | Duración |  |
| 12.                                | «Don't Need to Pretend» (Exclusivo de Musicload.de) | 3:45     |  |

### Guitar Villain Edition, segundo CD
Además de estar incluidas todas las canciones del álbum sin guitarra, el segundo CD de Guitar Villain Edition también incluye cuatro canciones demo:
| Bonus tracks de Guitar Villain |                              |          |  |
| N.º                            | Título                       | Duración |  |
| 12.                            | «Tears into Wine» (Demo)     | 3:51     |  |
| 13.                            | «White Sparrows» (Demo)      | 3:58     |  |
| 14.                            | «Pocketful of Dreams» (Demo) | 3:42     |  |
| 15.                            | «Turn Your Back» (Demo)      | 3:22     |  |

## Posiciones en lista
| Lista                 | Posición |
| --------------------- | -------- |
| Billboard 200         | 107      |
| Billboard Rock Albums | 43       |
| Canadian Albums       | 1        |
| Australian Albums     | 44       |
| Austrian Albums       | 2        |
| German Albums         | 2        |
| Finnish Albums        | 3        |
| Norwegian Albums      | 28       |

## Certificaciones
| País     | Certificación | Organismo certificador | Ventas  |
| -------- | ------------- | ---------------------- | ------- |
| Alemania | Platino       | BVMI                   | 200 000 |

## Miembros
- Benjamin Kowalewicz - Vocalista principal
- Ian D'Sa - Guitarra, coros
- Jonathan Gallant - Bajo, coros
- Aaron Solowoniuk - Batería

## Historial de lanzamientos
| País           | Fecha                    |
| -------------- | ------------------------ |
| Alemania       | 10 de julio de 2009      |
| Austria        | 10 de julio de 2009      |
| Bélgica        | 10 de julio de 2009      |
| Italia         | 10 de julio de 2009      |
| Países Bajos   | 10 de julio de 2009      |
| Suiza          | 10 de julio de 2009      |
| Dinamarca      | 13 de julio de 2009      |
| Francia        | 13 de julio de 2009      |
| Irlanda        | 13 de julio de 2009      |
| Noruega        | 13 de julio de 2009      |
| Reino Unido    | 13 de julio de 2009      |
| Sudáfrica      | 13 de julio de 2009      |
| Canadá         | 14 de julio de 2009      |
| España         | 14 de julio de 2009      |
| Finlandia      | 14 de julio de 2009      |
| Suecia         | 14 de julio de 2009      |
| Australia      | 17 de julio de 2009      |
| Nueva Zelanda  | 17 de julio de 2009      |
| Estados Unidos | 22 de septiembre de 2009 |
| Japón          | 11 de noviembre de 2009  |